# Handschriften van het Oude Testament
Handschriften van het Oude Testament (het Eerste Testament, de Hebreeuwse Bijbel, de Tenach) zijn met de hand geschreven afschriften van het eerste, Hebreeuwse, deel van de Bijbel. Vóór de uitvinding van de boekdrukkunst waren er alleen maar met de hand geschreven afschriften. Die vormen het materiaal, waarmee de tekstkritiek tracht de oorspronkelijke Bijbeltekst te reconstrueren.

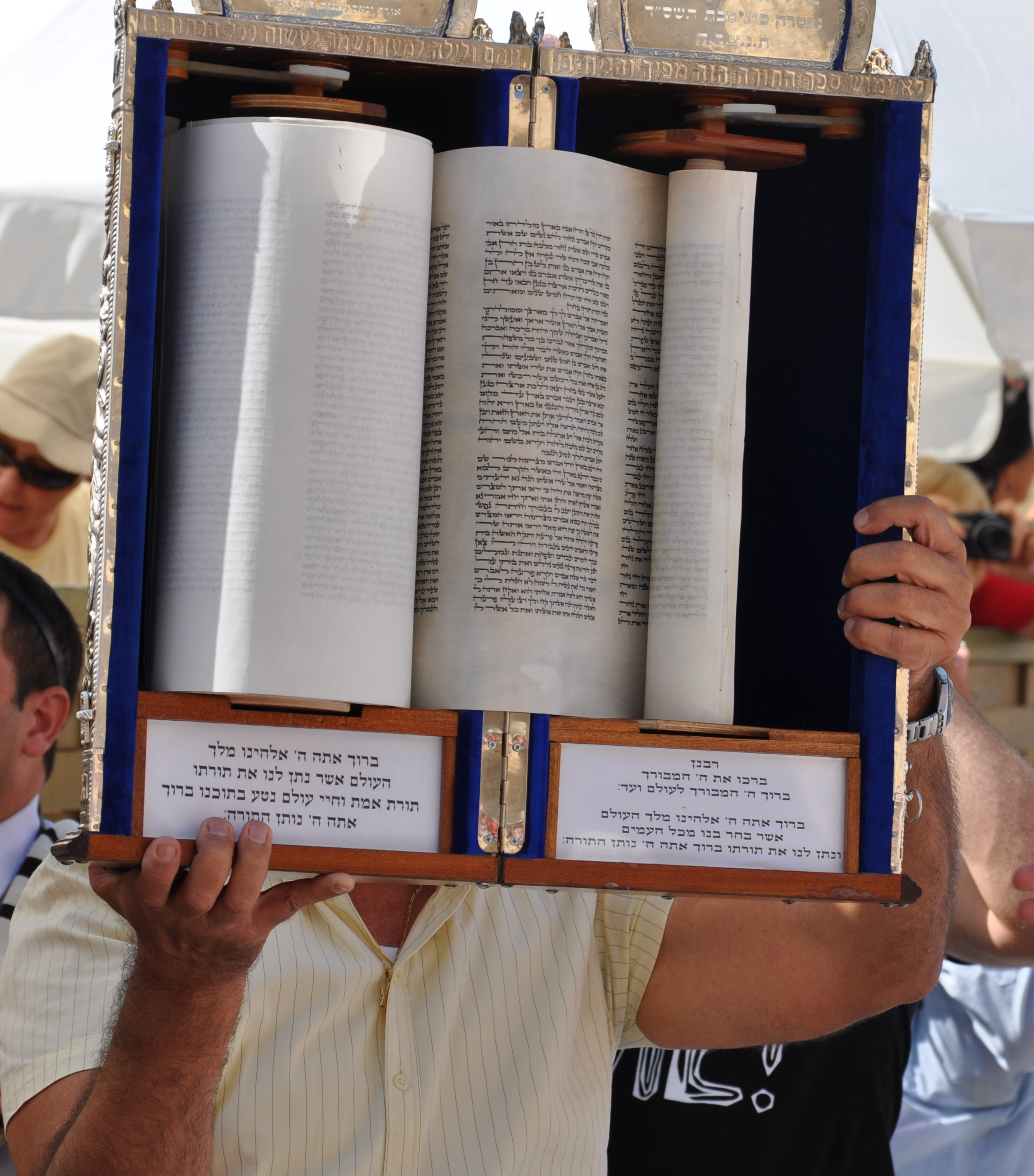
Thorarol tijdens een plechtigheid op het plein bij de Klaagmuur te Jeruzalem

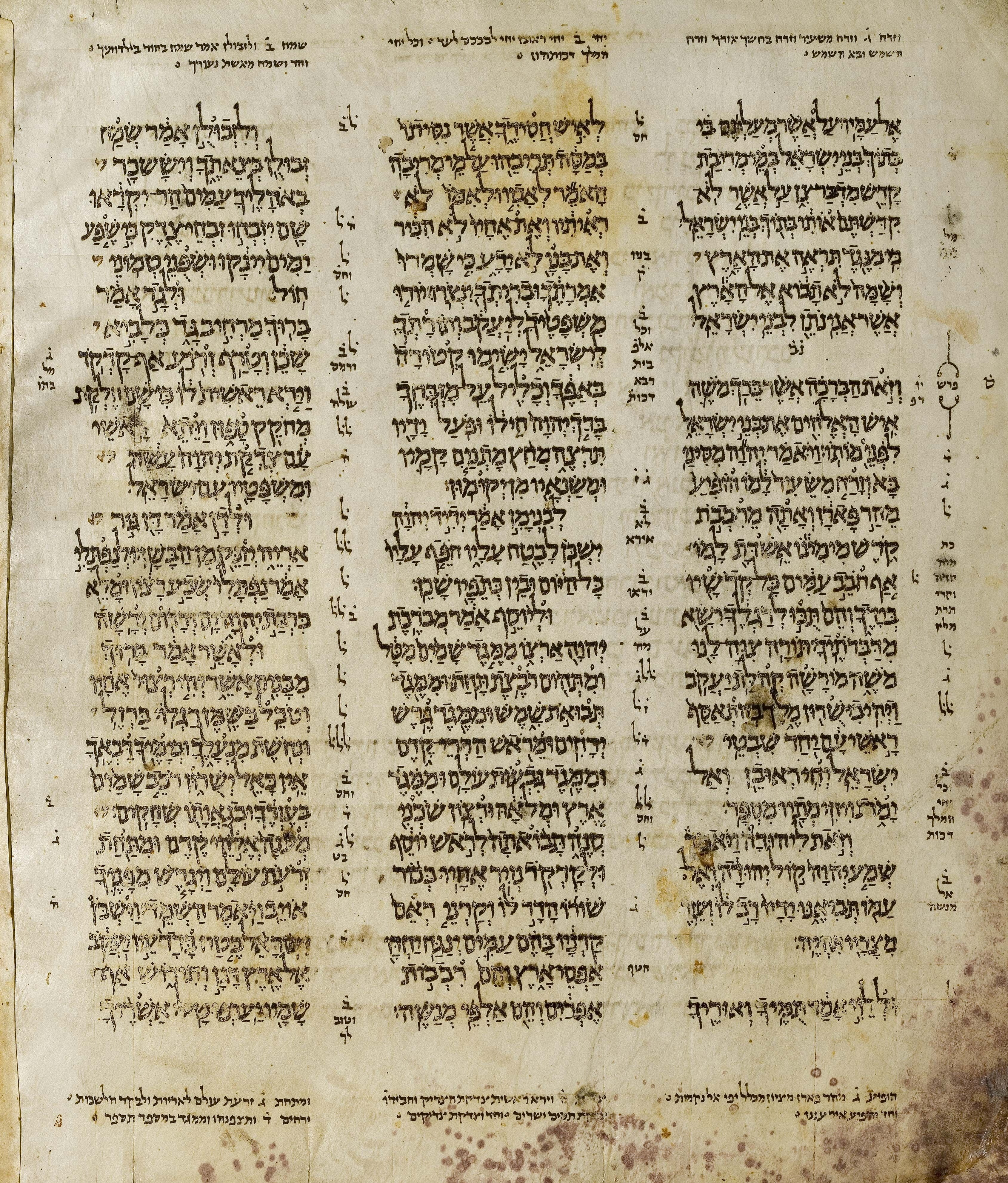
Bladzijde uit de Aleppo Codex, Deuteronomium.

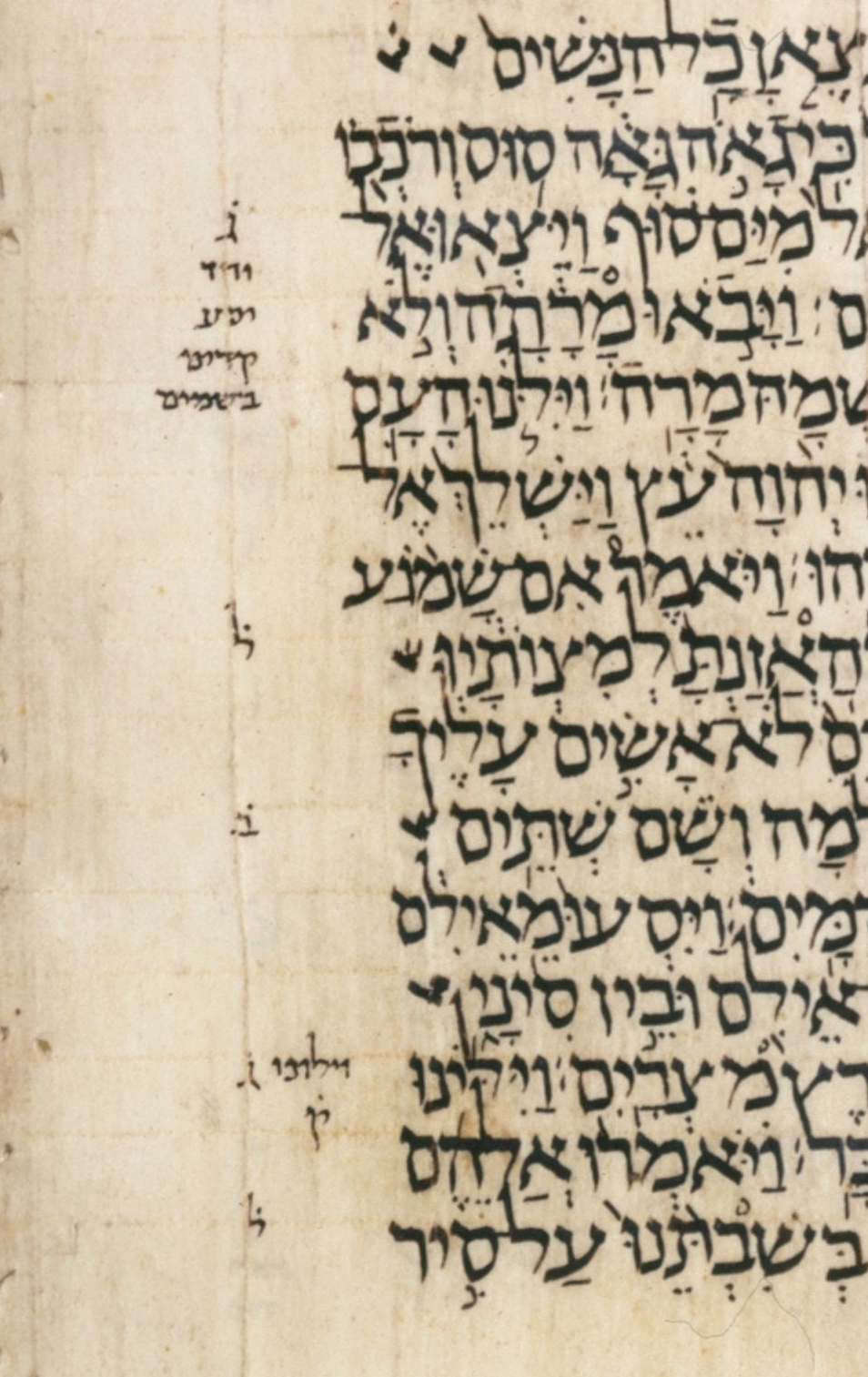
Codex Leningradensis

## Handschriften van de Hebreeuwse Bijbel
In het jodendom worden nog steeds handschriften vervaardigd. De voorlezing van de Thora in de synagoge geschiedt van een boekrol met een precieze, met de hand op perkament geschreven, weergave van de consonantentekst (tekst met alleen de medeklinkers). Voor de lezing van de overige boeken kan wel een gedrukt boek worden gebruikt.

### 1. De Masoretische Hebreeuwse handschriften
Toen in de vijftiende eeuw onder invloed van het humanisme ook een hernieuwde belangstelling voor de grondtekst van de Bijbel ontstond, maakte men voor de Hebreeuwse Bijbel, die christenen het Oude Testament noemen, dankbaar gebruik van het jodendom, dat eeuwenlang in grote ijver de tekst bewaard en doorgegeven had.
Dit is de masoretische tekst. De Masoreten deden hun werk zeer nauwgezet. Door bijvoorbeeld het aantal woorden en paragrafen te tellen; te noteren welk woord precies in het midden stond en meer van dit soort controles, werd het aantal kopieerfouten vrijwel tot nul beperkt. Aangetroffen fouten in het origineel werden niet verbeterd (wat weer meer fouten veroorzaakt zou hebben) maar voorzien van de klinkers van de veronderstelde verbetering en gemarkeerd; in de kantlijn was de correctie te vinden met het teken Q = Qere (lees). De Masoreten ontwikkelden een systeem, waarmee de medeklinkertekst van klinkers kon worden voorzien, zonder haar te wijzigen. Hierdoor werden de klinkers van de tekst, tot dan toe mondeling overgeleverd, vastgelegd. Oude en moeilijk leesbare handschriften werden begraven, en tot die begrafenis  bewaard in een speciale ruimte van de synagoge, de (genizah). Abraham ben Samuel Firkovitsj (1786-1874) behoorde tot de Karaieten, een stroming in  het jodendom, die alleen de Tenach en niet de Talmoed erkent. Firkovitsj kocht vele honderden handschriften uit de genizah van Jeruzalem, de genizah van Caïro en verder in het Midden-Oosten. Een deel hiervan verkocht hij aan de Nationale bibliotheek van Sint Petersburg, een ander deel werd door deze bibliotheek na zijn dood van de erfgenamen gekocht. Uit onderzoek bleek toen dat Firkovitsj gegevens in de manuscripten had vervalst. In de Firkovitsj collectie bevinden zich ongeveer 2300 handschriften, waarvan er 14 tussen 930 en 1121 ontstaan zijn. Het belangrijkste is de Codex Leningradensis uit 1008, die de basis vormt van onze tekst van het Oude Testament.. 
In 1896 werden er 200.000 fragmenten ontdekt die afkomstig waren van de genizah van de Ibn  Ezra-synagoge in het Egyptische Caïro.
Door deze praktijk van het enerzijds zorgvuldig kopiëren met allerlei ingebouwde controles, anderzijds het begraven van versleten rollen, zijn de Masoretische handschriften zelf relatief ‘jong’, maar de tekst die ze overlevert, is wel archaïsch. Dat weet men, omdat hetzelfde teksttype in de Dode Zeerollen voorkomt; de tekst van de grote Jesaja-rol van 200 v. Chr. bleek bijvoorbeeld nauwelijks te verschillen van de middeleeuwse handschriften.
Voorbeelden:
- Codex Leningradensis 1008 n. Chr., Russische Nationale Bibliotheek, Sint Petersburg. Deze Codex is de basis van de Biblia Hebraica, de gedrukte Hebreeuwse Bijbel, een uitgave van het Duitse Bijbelgenootschap, die vaak als standaardtekst wordt beschouwd.
- Codex Aleppo 920 n. Chr., Israël museum; Schrijn van het Boek. De codex Aleppo was vanaf 1947, na een brand in een synagoge, spoorloos. Toen hij weer werd gevonden bleek een derde deel te ontbreken.
- Damascus Keter tiende eeuw, Nationale Bibliotheek van Israël.
- Codex Cairensis Ben Asher handschrift uit 895 na Chr met de tekst van de vroege en van de late profeten.
- Petersburger profeten codex 916 na Chr; bevat de schrijvende profeten.
- Erfurter Codics, 3 rollenmet Ben Naftali tekst.[4]

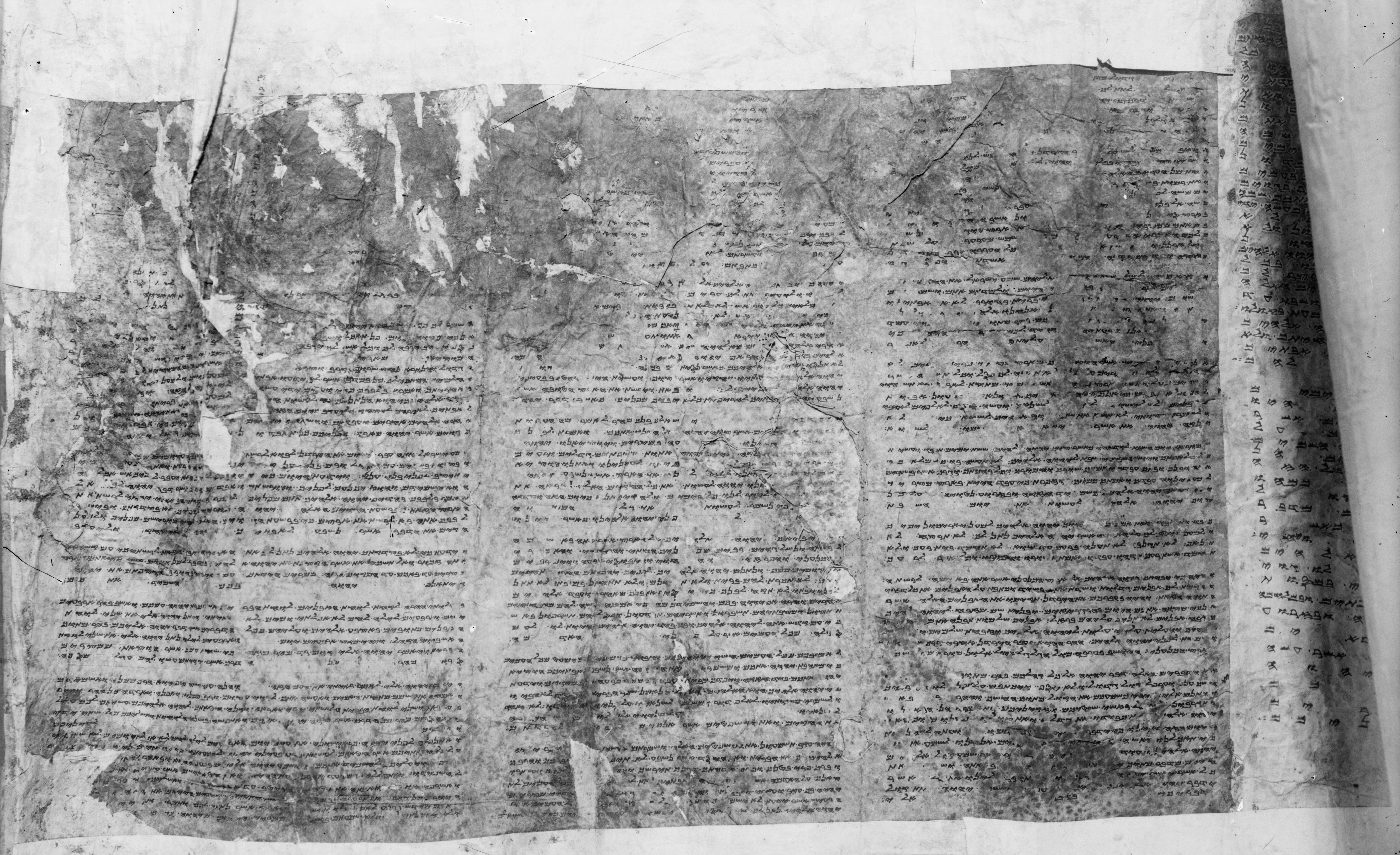
Pagina uit de Samaritaanse Pentateuch in Oudhebreeuws schrift

### 2. Samaritaanse Pentateuch
De Samaritanen hebben hun tekst van de eerste vijf boeken van de Bijbel onafhankelijk van de joodse traditie overgeleverd. De Samaritanen geloven zelf dat hun tekst teruggaat tot het 13e jaar nadat Israël in Kanaän was aangekomen, maar geleerden menen dat dit onwaarschijnlijk is. Wel kan men misschien de conclusie trekken dat de Thora ten tijde van het schisma tussen jodendom en Samaritanen cica 400 v. Chr. de huidige inhoud al had. Er zijn namelijk maar enkele inhoudelijke verschillen, in Exodus 20:17 is bijvoorbeeld een gebod tussengevoegd om een heiligdom op de berg Gerizzim te bouwen; in Deuteronomium 27:4 is de berg Ebal vervangen door de voor de Samaritanen heilige Gerizzim,  daarnaast zijn er zo'n 6000 tekstvarianten. De Samaritaanse pentateuch is bekend van meerdere handschriften, het oudste dateert van 1514. De Samaritaanse Pentateuch is een onafhankelijke getuige van een teksttype dat ook vertegenwoordigd is onder de Dode Zeerollen.

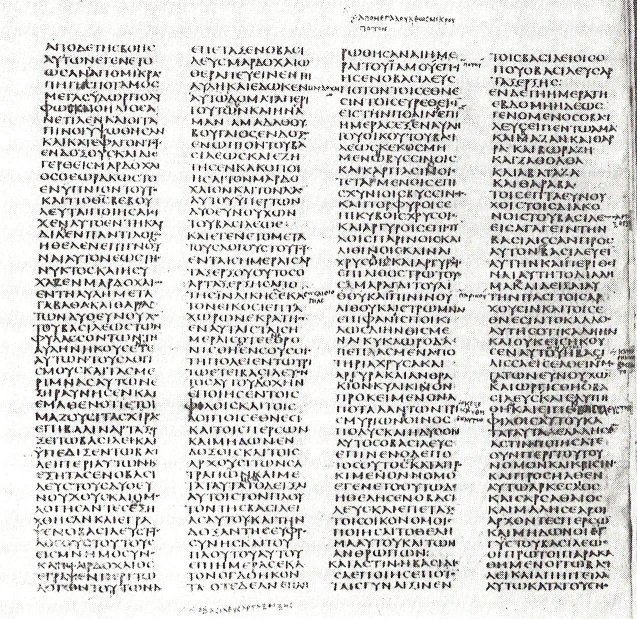
Septuaginta: Het boek Esther in de codex Sinaïticus

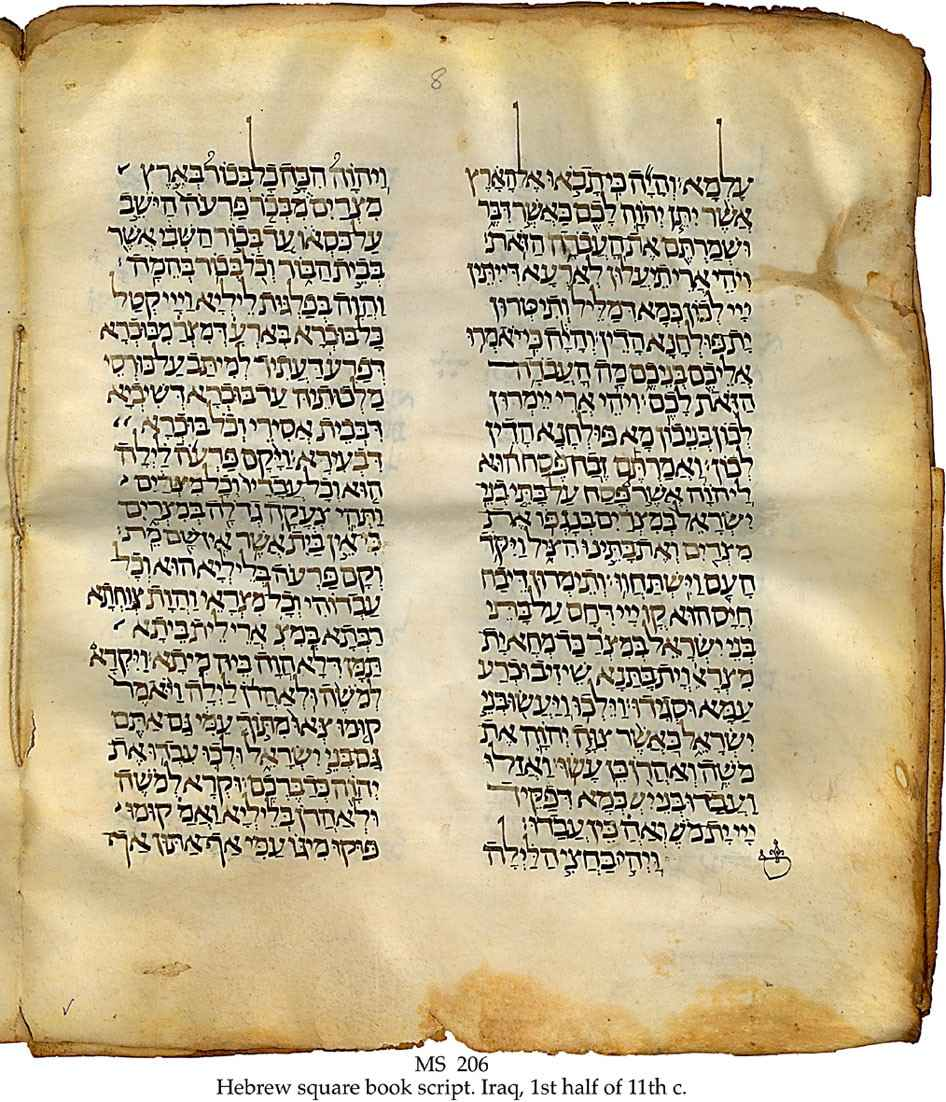
Handschrift uit de 11e eeuw; Hebreeuwse tekst en Targum

### 3. Oude vertalingen
LXX: De Septuaginta is de Griekse vertaling van het Oude Testament. Ze gaat soms (net als de Samaritaanse pentateuch) terug op een andere tekst dan gebruikt wordt in de Masoretische traditie. Ze is ontstaan tussen 250 en 180 v.Chr.
- Van de vóórchristelijke tekst zijn nog enkele fragmenten over met regels uit Deuteronomium; de papyrus F266 en John Rylands Grieks 458;
- Uit de eerste eeuw stamt de rol met kleine profeten van Nahal Hever, (132-135).
- Uit de 2e en 3e eeuw zijn fragmenten over van de LXX op papyrus, Chester Beatty papyri en Oxyrhynchus papyri; Berlijnse Genesis; de Freer-collectie, en de Scheide papyri.
- Uit de vierde en vijfde eeuw stammen de perkamenten uncialen,Codex Alexandrinus, A, (5e eeuw), de Codex Vaticanus, B, (4e eeuw) , de Codex Sinaiticus (alef of S) (4e eeuw) en de Codex Ephraemi Rescriptus (4e eeuw), die voor het eerste de gehele Septuagint bevatten.[7]
- Nog jonger is een grote hoeveelheid Byzantijnse minuskels. In de elfde eeuw is men overgegaan op een snel schuinschrift, de Byzantijnse tekst was toen al gestandaardiseerd. Deze zogenaamde minuskels zijn veruit in de meerderheid, maar dragen op enkele uitzonderingen na, weinig bij aan onze kennis van de oorspronkelijke tekst.

Targoems, zoals de Targoem Onkelos zijn Aramese vertalingen van het Oude Testament.
Vulgaat, Latijnse vertaling uit het Hebreeuws, gemaakt tussen 390 en 405 door Hiëronymus van Stridon. Hiëronymus was in de vierde eeuw na Christus, zo schijnt het, de enige in de kerk van het westen, die Hebreeuws las.

### 4. Dode Zeerollen

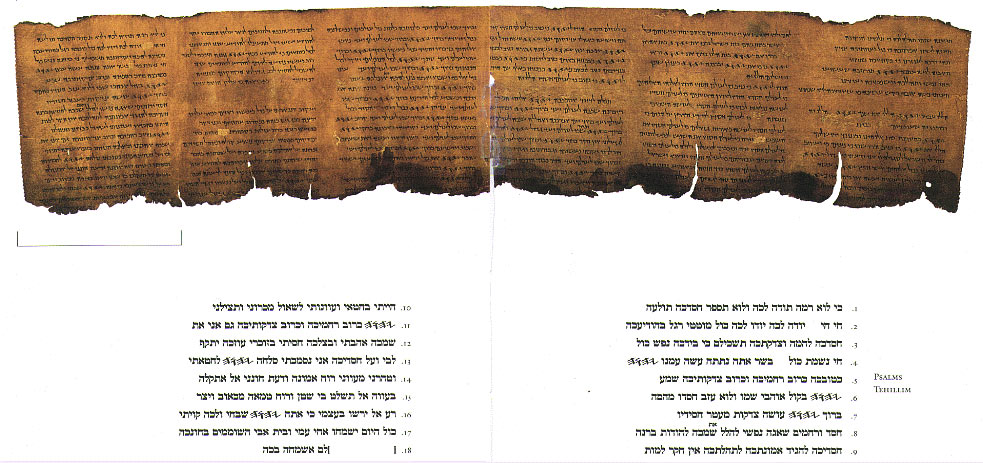
De Psalmen: Dode-Zeerol met transcriptie.

In grotten (vooral grot 1, 2, 4, 6, 8 en 11) in de woestijn van Judea, in de omgeving (tot ca. 4 km) van Qumran, vlak bij de Dode Zee, is sedert 1948 een groot aantal boekrollen en fragmenten daarvan gevonden, de Dode Zeerollen, die dateren van vóór het jaar 68. Eén Bijbelboek, de grote Jesajarol, is volledig bewaard gebleven, van enkele zijn grote stukken leesbaar, en er zijn, bijvoorbeeld in grot 4,  veel snippers en fragmenten die soms met engelengeduld en met behulp van computers aan elkaar gepuzzeld zijn.
Behalve in de grotten van Qumran, zijn er ook handschriften gevonden op andere locaties,zoals Wadi Daliyeh, Ketef Jericho (Wadi-al-Mafjar), Khirbet Mird, Wadi Nar, Wadi Ghweir, Wadi Murabba'at, Wadi Sdeir, Nahal Arigpt, Ein Gedi(Har Yishai Cave), Nahal Hever, Nahal Hever/Seyal, Nahal Mishmar, Nahal Se'elim, Massada, Khirbet Qazone; van 30 handschriften is de vindplaats niet bekend. Om verwarring te voorkómen worden de handschriften die op andere plaatsen gevonden zijn, ook wel aangeduid als rollen van de woestijn van Juda.
29% van de gevonden handschriften, 223 van totaal ca. 900 handschriften, bestaat uit Bijbeltekst. Van alle boeken van het Oude Testament, op het boek Esther na, zijn minstens gedeelten aanwezig.(Wel zijn er fragmenten gevonden van een eerdere vorm van Esther, de zogenaamde  proto—Esther)
De meerderheid van de rollen en fragmenten van de Dode Zeerollen is geschreven op dierenhuiden van hertachtigen, geiten, schapen en kalveren. De huid is schoongemaakt als perkament, maar ook gelooid, zodat een soort leer ontstaat. Sommige rollen zijn echter anders bereid. Er zijn wel gedeelten op papyrus gevonden, maar van de rabbijnen mocht dit materiaal niet voor Bijbelse handschriften worden toegepast. Dit zullen kopieën voor persoonlijk gebruik geweest zijn.
De Masoretische tekst is vertegenwoordigd in de Dode Zeerollen; een bewijs van haar betrouwbaarheid en haar archaïsche karakter. Ook zijn er handschriften die lijken op de tekst die we kennen van de Septuagint, die we kennen van de Samaritaanse Pentateuch, en die we nog niet kenden. Belangrijk voor de tekst van het Oude Testament zijn onder andere grot 1 (Jesajarol); grot 4 (talloze kleine snippers van vrijwel alle Bijbelboeken behalve  Ester); grot 11 (Psalmenrol; commentaar Job). Ook in het fort Massada zijn (fragmenten van) rollen gevonden, deze moeten dateren van vóór de inname van Massada als laatste verzetshaard van Joodse Oorlog in het jaar 73. Tot de Dode Zeerollen worden ook de handschriften gerekend die gevonden zijn in de grotten bij Nahal Hever, waar de strijders tijdens de Bar Kochba-opstand (132-136), zich ophielden. Voorbeelden:
- 1QIsa a datering 125 v. Chr.; perkament. Geeft de tekst van het gehele boek Jesaja.
- 4QSam a datering 100 - 75 v. Chr.; perkament. Honderden fragmenten afkomstig uit de beide boeken I en II Samuel maken het mogelijk ongeveer 15% van deze boeken te reconstrueren[12]
- 4QJer b en 4QJer d fragmenten van een Hebreeuwse versie van Jeremia die kennelijk ten grondslag ligt aan de Septuaginta.
- 11QPs a datering 30 tot 50 n. Chr.; perkament. Een rol met een deel van de Bijbelse psalmen en met enkele apocriefe psalmen.

- Aanvankelijk is wel gedacht dat 7Q5 een stukje van het Nieuwtestamentische Marcusevangelie was, maar dit lijkt toch niet zo te zijn.

## Handschriften van de deuterocanonieke boeken
Onder de deuterocanonieke boeken worden tien boeken verstaan die geen deel uitmaken van de Hebreeuwse Bijbel, maar wel van de Septuagint. De boeken werden als zodanig geaccepteerd door de Kerk, al had Hiëronymus van Stridon zijn bedenkingen. De hervormers beschouwden ze niet als canoniek en protestanten noemen ze apocrief. Sommige boeken zijn oorspronkelijk in het Hebreeuws of Aramees geschreven (1 Makkabeeën, ben Sirach, Tobit, Judith); andere zijn van het begin af in het Grieks geweest (Wijsheid, II Makkabeeën; aanvulling Esther en Daniël).
De handschriften:

### Hebreeuws
In de genizah van Caïro is eind 19e eeuw de tot dan toe onbekende Hebreeuwse tekst van het deuterocanonieke boek Ben Sira gevonden. Toen later een rol met een hoofdstuk in Massada werd gevonden, had men een groot deel van het oorspronkelijke Hebreeuws weer in handen. De canonisering betreft echter altijd de LXX-versie. Van de Hebreeuwse tekst van de boeken Tobit en Judith zijn slechts fragmenten bewaard gebleven; verder zijn we voor deze boeken op het Grieks aangewezen.

### Grieks
De tekst die gebruikt is in de gangbare Bijbelvertalingen van de deuterocanonieke boeken berust op de Griekse tekst van de LXX, die soms het origineel is (Wijsheid van Salomo; 2 Makkabeeën, aanvullingen bij Esther en Daniël, Baruch); soms een vertaling (I Makkabeeën; Sirach, Judith, Tobit).
- Oxyrhynchus papyri:

Bij deze verzameling snippers die gevonden is bij een opgraving in Egypte, zijn ook fragmenten van de boeken Wijsheid, Sirach, Tobit gevonden.
- Uncialen:

Van belang zijn de Codex Sinaïticus; Codex Vaticanus en Codex Ephraemi Rescriptus, (Vierde eeuw) en Codex Alexandrinus, vijfde eeuw.
- Minuskels:

De wijsheid van Jezus Sirach heeft een korte versie (Hebreeuws en Uncialen) en een langere versie (minuskels).

### Andere
Latijn;  de Vetus Latina en de Vulgaat
De Syrische vertaling van de wijsheid van Jezus Sirach is onafhankelijk van de Griekse ontstaan.